# Daniel Hacker
Daniel „Dan“ Hacker (* 14. Januar 1982 in El Centro, Kalifornien) ist ein ehemaliger US-amerikanischer Eishockeyspieler, der im Verlauf seiner aktiven Karriere zwischen 1999 und 2015 unter anderem 300 Spiele für die Schwenninger Wild Wings in der Deutschen Eishockey Liga (DEL) und 2. Eishockey-Bundesliga auf der Position des Centers bestritten hat. Darüber hinaus war Hacker in der American Hockey League (AHL) und finnischen SM-liiga aktiv.

## Karriere
Dan Hacker begann seine Laufbahn im Sommer 1999 bei den Omaha Lancers in der US-amerikanischen Juniorenliga United States Hockey League (USHL), mit denen er in der Saison 2000/01 den die Meisterschaft der Liga in Form des Clark Cup gewann. Danach wechselte der Stürmer ans College und war parallel zu seinem Studium im Spielbetrieb der National Collegiate Athletic Association (NCAA) aktiv, wo er von 2001 bis 2005 für die Eishockeymannschaft der University of Nebraska die Schlittschuhe schnürte.
Nachdem Hacker in der Spielzeit 2005/06 seine Profikarriere bei den Idaho Steelheads in der ECHL begonnen hatte, wechselte er zur Saison 2006/07 zu den Iowa Stars in der American Hockey League (AHL). Anschließend wechselte der US-Amerikaner nach Europa, wo er in der Saison 2007/08 zunächst in der finnischen SM-liiga für Saimaan Pallo und eine Spielzeit später für Tampereen Ilves und den Helsingfors IFK auf Torejagd ging. Zur Saison 2009/10 kam der Angreifer nach Deutschland, wo er sich den Schwenninger Wild Wings aus der 2. Eishockey-Bundesliga anschloss. Mit dem SERC verbrachte Hacker zunächst vier Spielzeiten in der Zweitklassigkeit. Nachdem sich das Team – vor allem durch Hackers Leistungen mit 96 Scorerpunkten in 63 Hauptrunden- und Playoffspielen – im Verlauf der Spielzeit 2012/13 die Vizemeisterschaft gesichert hatte, sicherten sich die Schwenninger durch einen Lizenzkauf den Aufstieg in die Erstklassigkeit. Ab der Saison 2013/14 spielte er mit den Schwenninger Wild Wings in der Deutschen Eishockey Liga (DEL), ehe der 33-Jährige seine Karriere nach dem Spieljahr 2014/15 beendete.

## Erfolge und Auszeichnungen
| - 2001 Clark-Cup-Gewinn mit den Omaha Lancers - 2013 Aufstieg in die DEL mit den Schwenninger Wild Wings - 2013 Topscorer der 2.-Bundesliga-Hauptrunde - 2013 Bester Torschütze der 2.-Bundesliga-Hauptrunde (gemeinsam mit Brendan Cook und Sami Kaartinen) | - 2013 Topscorer der 2.-Bundesliga-Playoffs - 2013 Spieler des Jahres der 2. Bundesliga - 2013 Stürmer des Jahres der 2. Bundesliga |

## Karrierestatistik
(Legende zur Spielerstatistik: Sp oder GP = absolvierte Spiele; T oder G = erzielte Tore; V oder A = erzielte Assists; Pkt oder Pts = erzielte Scorerpunkte; SM oder PIM = erhaltene Strafminuten; +/− = Plus/Minus-Bilanz; PP = erzielte Überzahltore; SH = erzielte Unterzahltore; GW = erzielte Siegtore; 1 Play-downs/Relegation; Kursiv: Statistik nicht vollständig)